# 马克西姆·阿莫索夫
马克西姆·基洛维奇·阿莫索夫（俄语：Макси́м Ки́рович Аммо́сов；1897年11月10日（格里历：11月22日）—1938年7月28日），雅库特人，苏联党和国家领导人。曾任雅库特省革命委员会主席，联共（布）西哈萨克斯坦、卡拉干达-北哈萨克斯坦州委第一书记，联共（布）吉尔吉斯自治社会主义苏维埃共和国党委第一书记，吉尔吉斯共产党（布）中央第一书记等职。在大清洗中被处决。

## 生平
- 1897年11月10日（格里历：11月22日）出生于沙俄雅库茨克州纳姆斯基区Khatyryk村的一个雅库特贫民家庭。因为贫困，4岁起由叔父抚养长大。
- 1914年9月-1918年2月，雅库茨克师范学院学习。1917年3月加入俄国社会民主工党（布）。
- 1917年3月-1918年3月，雅库茨克公共安全委员会执行局局长，雅库茨克苏维埃执行委员会书记，雅库茨克人民委员委员会教育委员。
- 1918年8月-1919年，被捕，流放伊尔库茨克。
- 1920年3月-1921年8月，在俄共（布）中央西伯利亚局授权下组织成立雅库特苏维埃政权。期间，1920年6月-1921年8月，雅库特省革命委员会主席。1920年6月-1921年6月，俄共（布）雅库特省省委组织局主席，代理书记。
- 1921年8月-1922年6月，俄共（布）雅库茨克省雅库茨克区党委书记。
- 1922年6月-1922年12月，俄共（布）雅库特省省委组织局主席。
- 1923年1月-3月，俄共（布）雅库茨克省省委代理书记。
- 1923年3月-8月，雅库特苏维埃自治社会主义共和国贸易和工业人民委员。
- 1923年8月-1925年7月，雅库特苏维埃自治社会主义共和国驻全俄中央执行委员会代表团主席。
- 1925年6月-1928年8月，雅库特苏维埃自治社会主义共和国人民委员会主席。期间，1927年3月-1928年8月，雅库特苏维埃自治社会主义共和国中央执行委员会主席。
- 1928年8月-1930年9月，联共（布）中央委员会讲师。
- 1930年9月-1932年2月，莫斯科红色教授学院农业系学习。
- 1932年3月-5月，联共（布）西哈萨克斯坦州委组织部党委第一书记。
- 1932年6月-1934年3月，联共（布）西哈萨克斯坦州委第一书记。
- 1934年3月-1937年4月，联共（布）卡拉干达-北哈萨克斯坦州委第一书记。
- 1937年3月-4月，联共（布）吉尔吉斯自治社会主义苏维埃共和国党委第一书记。
- 1937年6月-1938年2月，吉共（布）中央第一书记。
- 1937年11月在伏龙芝因为虚假指控被捕。1938年7月28日在莫斯科被判处死刑，当日执行，终年40岁。
- 1956年4月平反。

阿莫索夫是俄共（布）11、13大，联共（布）14、17大，第13次代表会议代表。

## 荣誉
- 两次红旗勋章

## 纪念
- 1990年，雅库茨克州立大学以阿莫索夫命名。在雅库茨克树立了他的纪念碑。
- 阿莫索夫的故乡村落有一座纪念他的博物馆。
- 在莫斯科的萨哈共和国驻莫斯科办事处的建筑上有纪念他的牌匾。
- 2008年，在北哈萨克斯坦州彼得罗巴甫洛夫斯克市的前州政府大楼前树立了一块他的纪念牌。
- 2012年12月，在比什凯克市中心竖立了纪念阿莫索夫的纪念碑，以纪念他的115周年诞辰。